# Canteloup (ruisseau)
Pour les articles homonymes, voir Canteloup.
Le Canteloup est un ruisseau du département français des Landes d'une longueur de 28,8 km.

## Présentation
Le Canteloup naît sur la commune de Labouheyre, en France. Plusieurs sources l'alimentent en eau douce et ferrugineuse, lui donnant sa couleur ocre. Il traverse d'est en ouest les communes de  Lüe, Pontenx-les-Forges et se jette dans l'étang d'Aureilhan à hauteur de la commune de Saint-Paul-en-Born.
Sur la commune de Pontenx-les-Forges, le Canteloup passe le long du site de Bouricos. Plus en aval, il alimente l'étang de la forge de Pontenx, étendue d'eau artificielle aménagée par retenue des eaux du ruisseau pour fournir l'énergie hydraulique nécessaire à cet ancien site de sidérurgie dans les Landes. Il est également son exutoire après passage d'un barrage.
À Saint-Paul-en-Born, le ruisseau longe le site antique de Segosa par le nord. À quelques centaines de mètres en aval, un passage à gué était jadis aménagé pour permettre son franchissement. Toujours plus en aval se trouve le site archéologique du tuc de Houns.

## Noms alternatifs
De sa source à son embouchure, ses noms successifs sont :
- ruisseau de Preillat ;
- ruisseau de Gaillard ;
- ruisseau du Piau-rouge ;
- ruisseau du bourg (dont un des affluents, le ruisseau de la Moulasse, est l'émissaire du plan d'eau du Barit de Labouheyre) ;
- ruisseau du Taron ;
- ruisseau de Canteloup ;
- ruisseau de la Forge-Pontenx.

Bien que n'appartenant pas à la famille des courants landais, il est parfois appelé Courant des Forges.

## Bassin dessableur
Les rivières alimentant l'étang d'Aureilhan charrient des matériaux divers (sable, feuilles broussailles), notamment en période de crue. Ces matériaux contribuent au comblement des étangs par envasement (matières organiques) ou ensablement. Afin d'y remédier, un bassin dessableur long de 160 m, large de 35 m et d'une capacité de stockage des 5 600 m3 est aménagé en 1995 peu avant le débouché du Canteloup dans l'étang. Ce dispositif permet de contrôler les apports de sable de la rivière et donc de limiter le comblement du plan d'eau. Pour piéger le sable, il faut :
- ralentir la vitesse d'écoulement des eaux ;
- permettre au sable de se déposer.

On réalise donc :
- un seuil rustique au fond du lit de la rivière en amont du bassin, pour stabiliser le profil de la rivière ;
- un élargissement du cours d'eau d'environ trois fois sa largeur ;
- un surcreusement de la rivière (150 m en moyenne) en aval du seuil pour permettre le dépôt du sable.

Le bassin dessableur fait l'objet d'un suivi régulier de son remplissage. Il est vidé par des moyens mécaniques dès qu'il est rempli aux trois quarts. Le sable extrait est stocké sur berge pour ressuyage, puis évacué pour diverses utilisations.

## Intérêt écologique

### Classement
Le ruisseau fait partie du site Natura 2000 FR7200714 - Zones humides de l'arrière dune du Pays de Born et de Buch.

### Forêt galerie
Dans le pays de Born, la forêt galerie, également nommée ripisylve, s'est formée naturellement à partir du milieu du XIXe siècle et l'abandon progressif du système agropastoral dans les Landes de Gascogne. Cette ripisylve est définie comme l'ensemble des formations boisées présentes sur les rives des cours d'eau. Elle remplit de nombreuses fonctions :
- sur l'érosion : en freinant l'écoulement de l'eau et en créant un réseau dense de racines qui fixent les matériaux constituant les berges, elle limite le phénomène d'érosion et préserve les terrains riverains
- sur la qualité de l'eau : la végétation a un rôle de filtre des matières en suspension. Les eaux de ruissellement de surface traversent les boisements qui fixent, utilisent ou permettent la transformation des polluants organiques, préservant ainsi la qualité de l'eau des nappes et des cours d'eau. Le système radiculaire de la ripisylve constitue ainsi un filtre efficace contre certains polluants (phosphates et nitrates d'origine agricole ou urbaine)
- sur la faune : les berges des rivières sont des habitats essentiels pour de nombreuses espèces d'insectes, d'amphibiens, reptiles, oiseaux et mammifères. La végétation leur apporte la nourriture, les abris contre les intempéries et les prédateurs, ainsi que les zones de reproduction indispensables à leur développement. Pour les habitants de la rivière (poisons, insectes), les racines et les radicelles servent d'abri contre le courant et les prédateurs
- sur le paysage : les paysages liés au cours d'eau sont attractifs. Bien souvent, le cours d'eau lui même n'est pas visible directement, c'est le cours végétal qui marque sa présence. La ripisylve ou forêt galerie contribue à la qualité du cadre de vie[3]

Canteloup
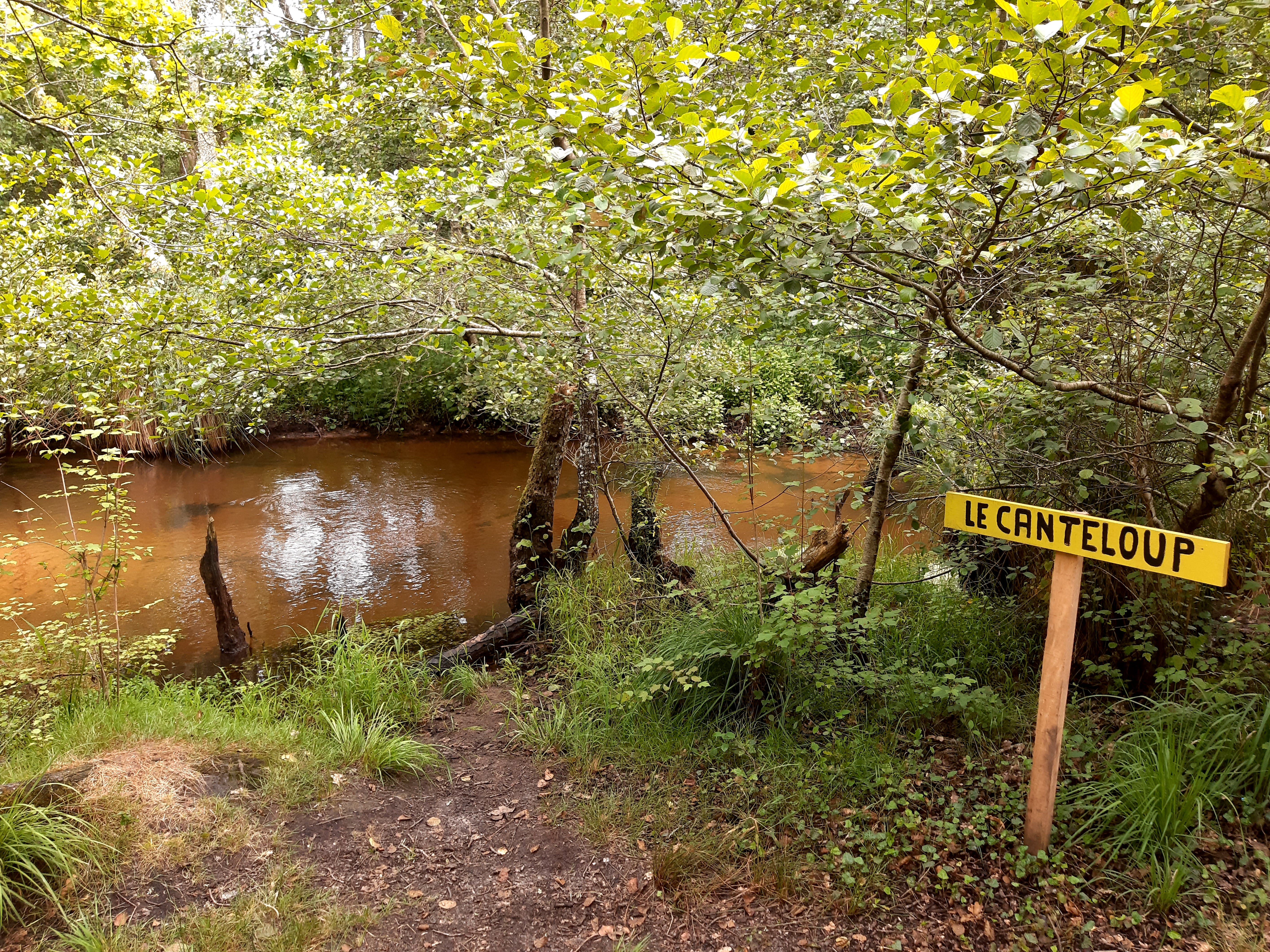
Ruisseau de Canteloup sur le site de Bouricos.
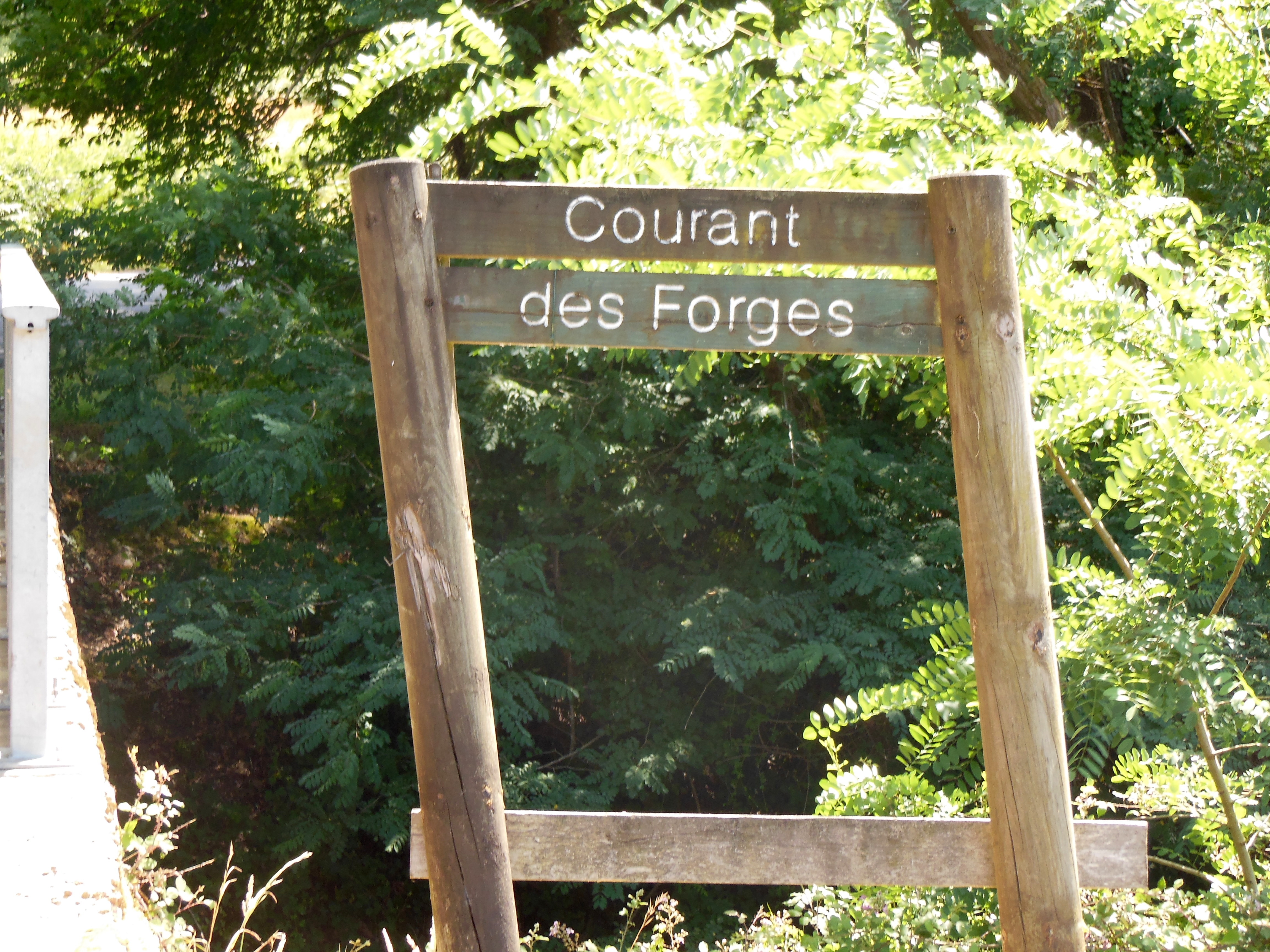
Panneau « Courant des Forges » à Pontenx.
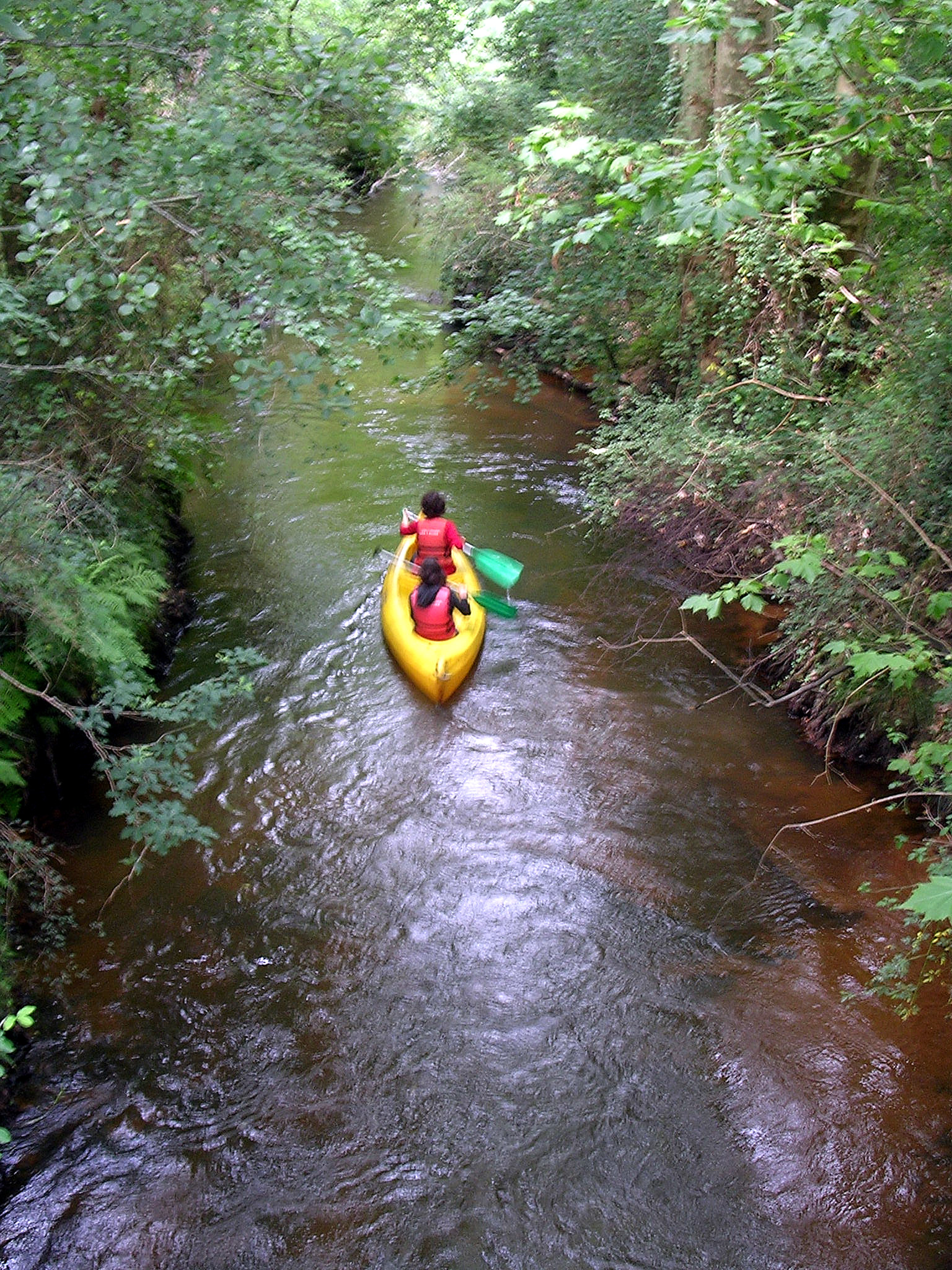
Canoë sur le « Courant des Forges ».
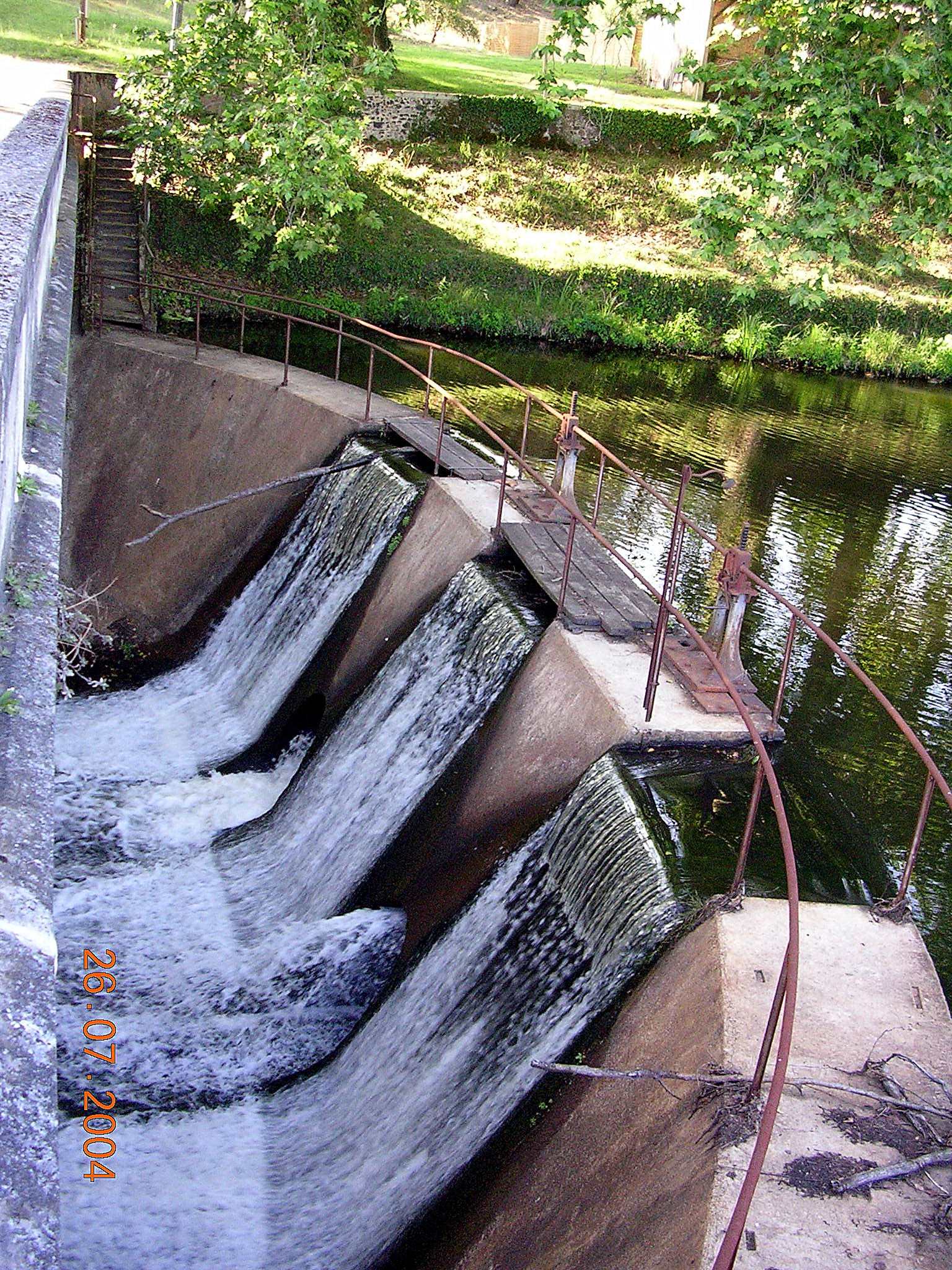
Barrage sur l'étang des Forges.
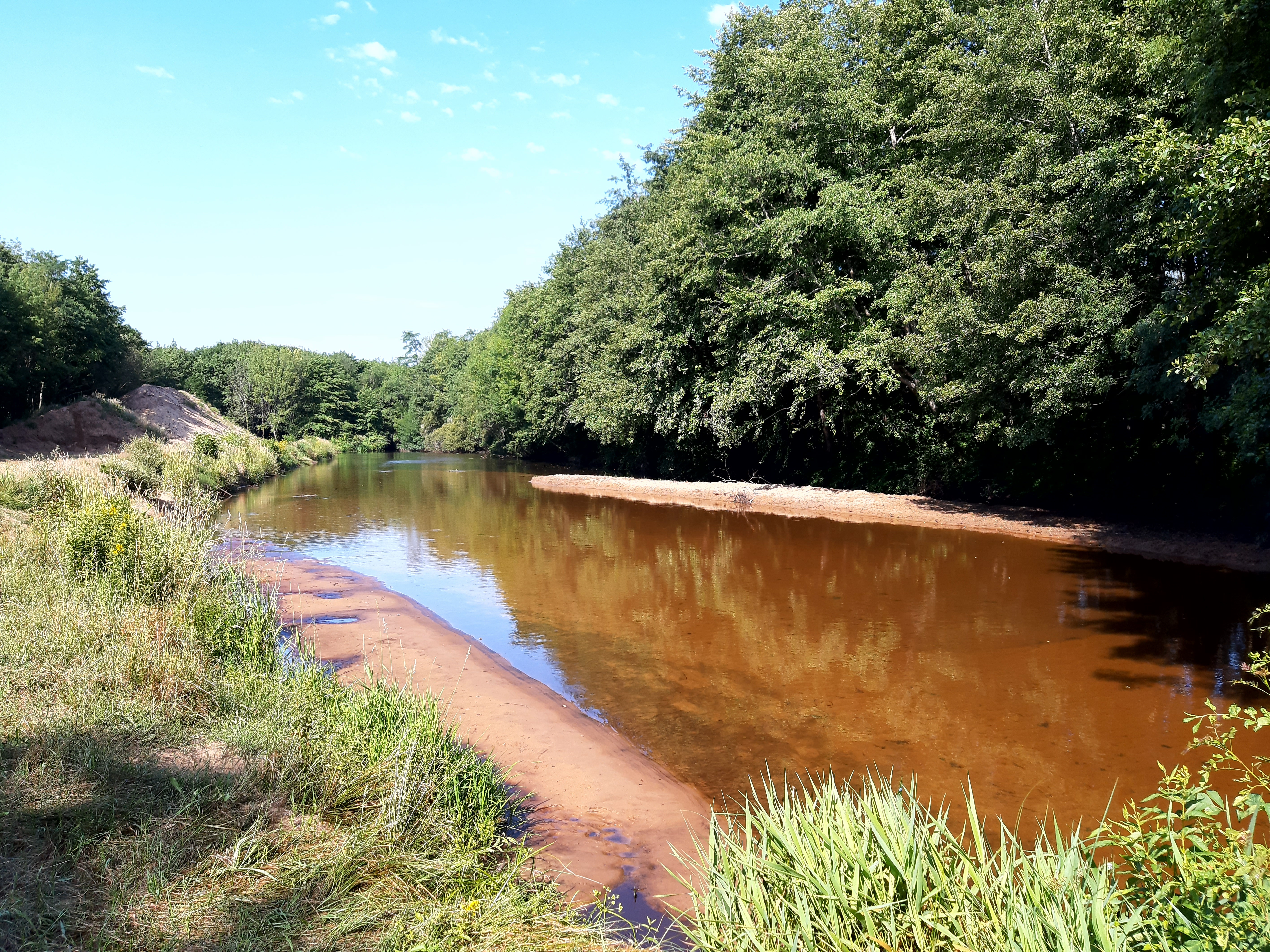
Bassin dessableur à Saint-Paul-en-Born.